# Isabel Martínez Blaya
Isabel Martínez Blaya (Vall de Uxó, 1914 - Castellón de la Plana, 18 de marzo de 1989) fue una feminista, miliciana antifascista y política española. Con la instauración de la democracia en España, fue secretaria de los Servicios Sociales del Comité Ejecutivo Local del Partido Socialista del País Valenciano-PSOE (PSPV-PSOE) en Castellón.

## Biografía
Isabel Martínez Blaya era natural del Valle de Uxó. Desde joven estuvo vinculada a la política, como miembro de las Juventudes Socialistas Unificadas (JSU). Estas nacieron por la fusión de las juventudes socialistas y comunistas y, formalmente, fueron fundadas en marzo de 1936. Al comienzo de la guerra civil, con 22 años, Martínez se inscribió como miliciana para ir a combatir al frente de Teruel, con la Columna Matteoti. Junto a otra compañera también de la misma localidad, Rosa Fenollosa, manifestaron su deseo de empuñar el fusil para combatir el fascismo y se negaron a inscribirse como enfermeras en el servicio sanitario, ya que no querían ser relegadas en la lucha directa. Marcharon al frente después de entrenar previamente en ejercicios de tiro.
Cuando a las mujeres se les prohibió seguir en el frente como milicianas se marcharon a Castellón donde formaba parte del Comité Provincial de las JSU. Impulsó la creación de la organización juvenil antifascista Unión de Muchachas. Esta organización había nacido en Madrid en mayo de 1937 de la mano de las JSU, con el objetivo de unificar toda la juventud femenina de izquierdas y capacitarla activamente para ayudar al gobierno del Frente Popular a ganar la guerra. En Castellón, el secretariado provincial se constituyó bajo la presidencia de Milagros Segarra; Martínez ocuparía el cargo de secretaría de Organización, mientras que las secciones de Agitación y Propaganda, Cultura, Deportes, Ayuda, Campo y Producción, y Administrativa quedaban formalizadas bajo la dirección de Emilia Betoret, Clara Díaz, Pepa Perona, Teresa Vives, Lola Mañá y Vicenta Navarro, respectivamente. La mayoría de éstas eran militantes de las JSU.
Una de las actividades donde Isabel Martínez participó más, asumiendo a veces las labores de presidenta, fue en la organización de las mujeres evacuadas que venían de toda España. Solían venir con familiares a su cargo y sin trabajo. Se encargaba de buscarles trabajo y de denunciar la reticencia de muchos hombres, temerosos de que una vez la guerra terminara, no pudieran recuperar los puestos de trabajo que iban ocupando las mujeres. Por ello, en ocasiones, obstaculizaban la entrada de las mujeres en los distintos puestos de trabajo.
En una entrevista de prensa, Isabel se manifestaba en torno a la incorporación de las mujeres al trabajo en Castellón en estos términos: «Creo que todo depende de las direcciones de los sindicatos. Éstos dicen que no estamos capacitadas. Esto es justo hasta cierto punto, los sindicatos deben tomar medidas para organizar, mediante el aprendizaje intensivo, o escuelas adecuadas, la capacitación rápida de miles de mujeres para aquellos trabajos más necesarios en estos momentos. Como ejemplo de que esto que propugnamos es factible, tenemos el de los cursillos de mecánica que se desarrollaron en el verano último, donde salieron unas cincuenta o sesenta mujeres que hoy están dando un magnífico rendimiento a nuestras fábricas de guerra, suplantando a los hombres. También los cursillos de automovilismo que hoy están celebrándose en diferentes lugares, y que facilitarán la preparación de muchas mujeres chóferes» (Heraldo de Castellón, 1938). En cuanto al salario de las mujeres opinaba: «considero que el salario de la mujer, si ocupa el mismo puesto de un camarada al que sustituye, debe ser igual que el de ese camarada» (Heraldo de Castellón, 1938).
En los primeros años del franquismo estuvo encarcelada en el antiguo convento de la Misericordia, en Burriana, con su amiga Maria Rosa Fenollosa y otras mujeres republicanas. En 1940 fue condenada a treinta años de reclusión por adhesión a la rebelión y trasladada a la Prisión Central de Saturrarán, en Motrico. Posteriormente, volvió a ser trasladada a la Cárcel Reformatorio Especial de Mujeres de Santa María del Puig, de Valencia. En 1945 fue liberada.
Su nombre apareció en la lista de la candidatura del PSOE en el Ayuntamiento de Castellón de la Plana en las primeras elecciones municipales que tuvieron lugar después del franquismo, y también en las del año 1983, por el mismo partido, en el puesto veinticuatro.
En la Primera Asamblea de militantes de la agrupación local socialista de Castellón y, bajo su presidencia, se constituyó en 1984 la comisión Mujer y Socialismo.
Su esposo fue Fernando Flores Goterris con el que tuvo tres hijos: Fernando, Maribel y Alicia. Murió a los 74 años el 18 de marzo de 1989 en Castellón de la Plana y su tumba se encuentra en el cementerio de Sant Josep.